# APOBEC3B
APOBEC3B (англ. Apolipoprotein B mRNA editing enzyme catalytic subunit 3B) – білок, який кодується однойменним геном, розташованим у людей на короткому плечі 22-ї хромосоми.  Довжина поліпептидного ланцюга білка становить 382 амінокислот, а молекулярна маса — 45 924.
| 10         |  | 20         |  | 30         |  | 40         |  | 50         |
| ---------- |  | ---------- |  | ---------- |  | ---------- |  | ---------- |
| MNPQIRNPME |  | RMYRDTFYDN |  | FENEPILYGR |  | SYTWLCYEVK |  | IKRGRSNLLW |
| DTGVFRGQVY |  | FKPQYHAEMC |  | FLSWFCGNQL |  | PAYKCFQITW |  | FVSWTPCPDC |
| VAKLAEFLSE |  | HPNVTLTISA |  | ARLYYYWERD |  | YRRALCRLSQ |  | AGARVTIMDY |
| EEFAYCWENF |  | VYNEGQQFMP |  | WYKFDENYAF |  | LHRTLKEILR |  | YLMDPDTFTF |
| NFNNDPLVLR |  | RRQTYLCYEV |  | ERLDNGTWVL |  | MDQHMGFLCN |  | EAKNLLCGFY |
| GRHAELRFLD |  | LVPSLQLDPA |  | QIYRVTWFIS |  | WSPCFSWGCA |  | GEVRAFLQEN |
| THVRLRIFAA |  | RIYDYDPLYK |  | EALQMLRDAG |  | AQVSIMTYDE |  | FEYCWDTFVY |
| RQGCPFQPWD |  | GLEEHSQALS |  | GRLRAILQNQ |  | GN         |  |            |

A: Аланін

C: Цистеїн

D: Аспарагінова кислота

E: Глутамінова кислота

F: Фенілаланін

G: Гліцин

H: Гістидин

I: Ізолейцин

K: Лізин

L: Лейцин

M: Метіонін

N: Аспарагін

P: Пролін

Q: Глутамін

R: Аргінін

S: Серин

T: Треонін

V: Валін

W: Триптофан

Кодований геном білок за функцією належить до гідролаз. 
Задіяний у таких біологічних процесах як імунітет, вроджений імунітет, антивірусний захист. 
Білок має сайт для зв'язування з іонами металів, іоном цинку, РНК. 
Локалізований у ядрі.